# Ladejarl

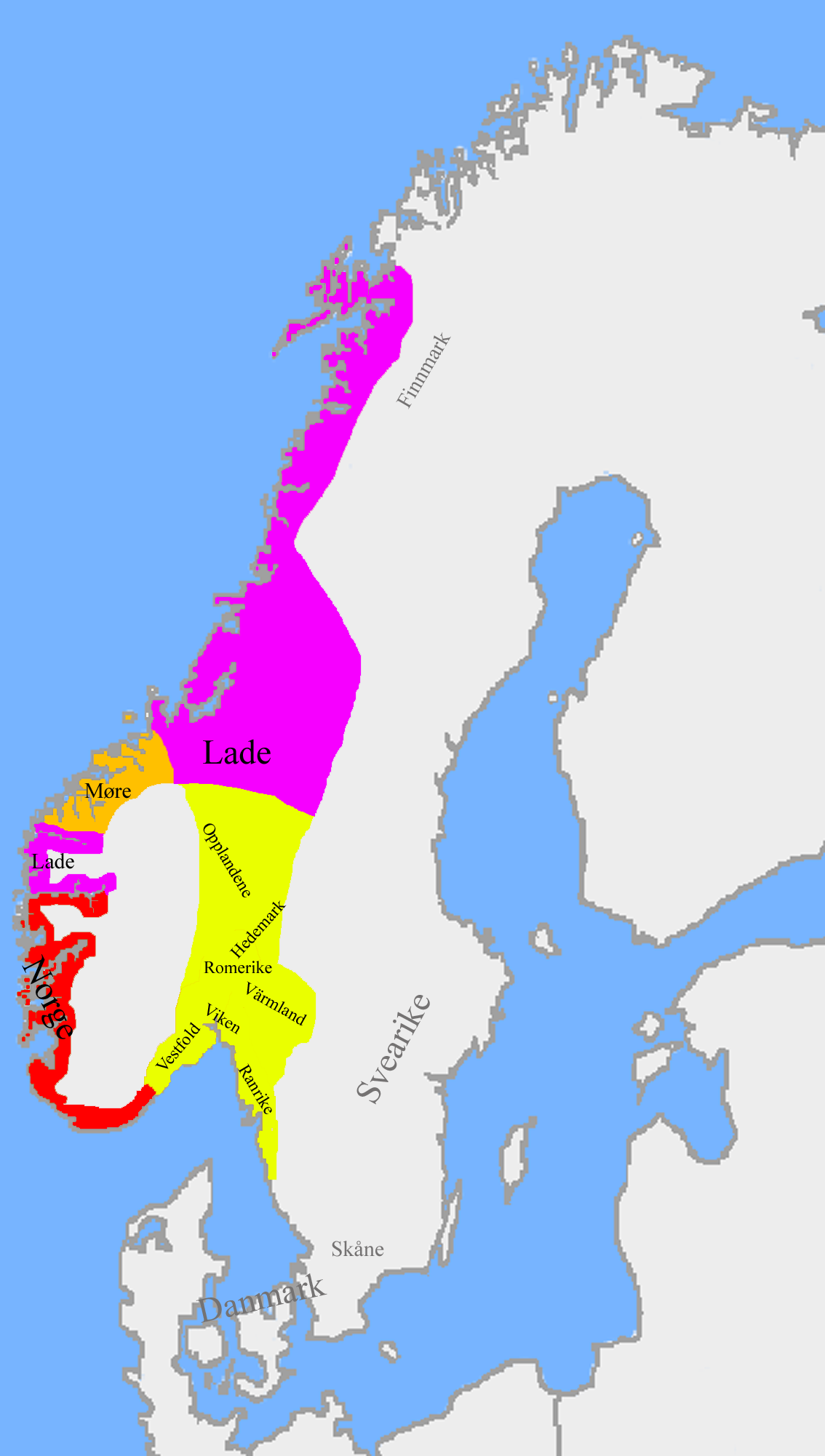
Gebiet der Ladejarle (pink)

Ladejarl (d. h. Jarl von Lade) war eine Fürstendynastie der Wikinger-Häuptlinge von Trondheim. Lade liegt östlich der Mündung des Nidelv und ist heute ein Stadtteil von Trondheim. Die mächtigen Jarle von Lade spielten etwa 150 Jahre, bis 1030, eine wichtige Rolle in der Politik Norwegens.
Jarle von Lade waren:
- Hákon Grjótgarðsson, der erste Jarl von Lade.
- Sigurðr Hákonarson, Sohn von Hákon und ermordet durch Harald Graufell.
- Hákon Sigurðarson, Sohn von Sigurðr. Er verschwor sich mit Harald Blauzahn gegen Harald Graufell und wurde als Vasall Blauzahns Herrscher über Norwegen.
- Eiríkr Hákonarson, Sohn von Hákon. Er war gemeinsam mit seinem Bruder Sveinn von 1000 bis 1012 Gouverneur von Norwegen unter Sven Gabelbart von Dänemark.
- Hákon Eiríksson, Sohn von Eiríkr. Gouverneur von Norwegen unter Sven Gabelbart von 1012 bis 1015. Er war der letzte Ladejarl († 1030).